# Бачжоу (Бачжун)
Бачжо́у (кит. упр. 巴州, пиньинь Bāzhōu) — район городского подчинения городского округа Бачжун провинции Сычуань (КНР).

## История
При империи Восточная Хань в 91 году здесь был образован уезд Ханьчан (汉昌县).
В 514 году была образована крупная область Бачжоу (巴州), в которую входило 13 округов-цзюнь и 19 уездов-сянь. При империи Мин в области Бачжоу не осталось подчинённых уездных структур.
Когда после Синьхайской революции область в 1913 году была преобразована в уезд, то она лишилась и древнего названия — так появился уезд Бачжун (巴中县).
В 1950 году эти земли вошли в состав Специального района Дасянь (达县专区). В 1970 году специальный район Дасянь был переименован в Округ Дасянь (达县地区). В 1993 году постановлением Госсовета КНР округ Дасянь был переименован в округ Дачуань (达川地区), и при этом из него был выделен округ Бачжун (巴中地区); одновременно уезд Бачжун был преобразован в городской уезд.
В 2000 году постановлением Госсовета КНР округ Бачжун был преобразован в городской округ, а территория бывшего городского уезда Бачжун стала районом Бачжоу в его составе.
В 2013 году половина района была выделена в отдельный район Эньян.

## Административное деление
Район Бачжоу делится на 9 уличных комитетов, 15 посёлков и 8 волостей.